# Corinna octodentata
Corinna octodentata är en spindelart som beskrevs av Pelegrín Franganillo Balboa 1946. 
Corinna octodentata ingår i släktet Corinna och familjen flinkspindlar. Artens utbredningsområde är Kuba. Inga underarter finns listade i Catalogue of Life.